# مرگ و بازگشت سوپرمن (فیلم)
«مرگ و بازگشت سوپرمن» (انگلیسی: The Death and Return of Superman) یک فیلم کوتاه است.